# Същински порове
Същинските порове (Mustelinae) са подсемейство бозайници от семейство Порови (Mustelidae).
Таксонът е описан за пръв път от Йохан Фишер фон Валдхайм през 1817 година.

## Родове
Подсемейство Mustelinae – Същински порови
- Arctonyx
- Eira
- Galictis – Гризони
- Gulo – Росомахи
- Ictonyx – Зорили, африкански порове
- Lyncodon – Патагонски невестулки
- Martes – Златки
- Meles – Същински язовци
- Mellivora – Медни язовци
- Melogale – Далекоизточни язовци
- Mustela – Порове
- Neovison – Американски норки
- Poecilogale – Африкански невестулки
- Taxidea – Американски язовци
- Vormela – Пъстри порове